# پتروویتسه (ناحیه برونتال)
پتروویتسه (به چکی: Petrovice) یک منطقهٔ مسکونی در جمهوری چک است که در شهرستان برونتال واقع شده‌است. پتروویتسه ۱۱٫۰۵ کیلومتر مربع مساحت و ۱۴۲ نفر جمعیت دارد و ۴۷۰ متر بالاتر از سطح دریا واقع شده‌است.